# Storsylen
Le Storsylen est un sommet de Norvège situé dans le massif montagneux de Sylan, dans le comté de Trøndelag.